# Port lotniczy Chitre-Herrera Alonso Valderrama
Port lotniczy Chitre-Herrera Alonso Valderrama – jeden z panamskich portów lotniczych, zlokalizowany w mieście Chitré.